# ガントレット恒
ガントレット 恒（ガントレット つね / Gauntlett, Tsuneko、1873年（明治6年）10月26日 - 1953年（昭和28年）11月29日）は、明治から昭和初期に活動した社会運動家・婦人参政権運動家である。エドワード・ガントレットの妻で、作曲家山田耕筰の姉でもある。名前は恒子とも書く。

## 略歴

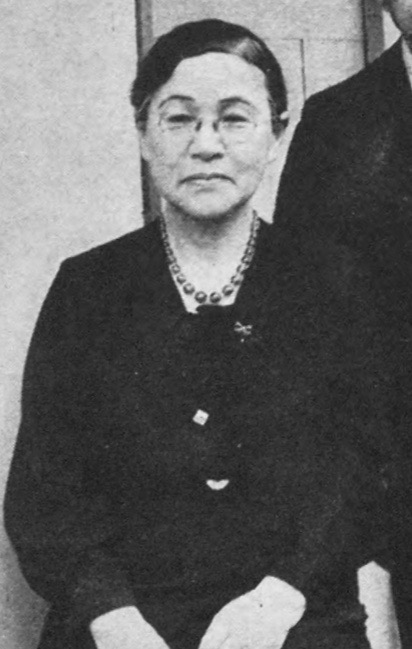
『七十七年の想ひ出』（植村書店、1949年）より

夫・エドワードとともに（1949年）

愛知県碧海郡箕輪村（現・安城市）生まれ。父の山田謙造は牧師、母は久である。代々医師の家系であったが、謙造は放蕩に明け暮れていたため、母久子は恒子をおぶり父の元をさった。母は東京の妹夫婦を訪ねた。妹は後の癩病の施設を設立した熱心なクリスチャン、大塚正心の妻となっていた。のちに父、構三も後を追って上京したが、大塚は恒子をこの乱脈な生活の中点に置くよりも、桜井女塾の寄宿舎に入れる方が良いと判断し、6歳の恒子を寄宿舎に入れた。そこで桜井ちか子の教育を受けまた信仰を学んだのである。後に合併を重ねて女子学院となり矢島楫子（かじこ）の薫陶を受けた
1878年、桜井女学校に入学して櫻井ちかに師事した。女子学院に進み、教師として共愛女学校（現：共愛学園）に赴任した。女子学院の寄宿舎で生活指導受けたミス・パミリーも共愛に赴任し、4年間一緒に生活をした。彼女が1895年夏、避暑中の軽井沢で恒子にイギリス人の青年を紹介したのがきっかけで、エドワード・ガントレットと結婚した。
1898年に教育者で牧師でもあったエドワード・ガントレットと結婚し、イギリス国籍を取得した。国際結婚については母を始め周囲の反対やラシャメンと呼ばれた差別の中で、叔父の大塚正心と矢島楫子だけが理解を示した。エドワードはアメリカ大使館の書記官であり東洋英和学校の教師であった。小柄で貧弱なエドワードに最初は恒子は乗り気ではなかったが3年目にとうとう彼の人柄に惹かれて結婚式を挙げた。
1920年、ロンドンで開催された万国矯風会に出席し、ジュネーブの婦人参政権協会の大会にも出席、帰国後婦人参政権協会の設立に尽力した。
1924年12月13日、東京連合婦人会の政治部を母体として「婦人参政権獲得期成同盟会」が設立。恒子は中央委員の一人として会の運営に当たった。
1937年、日本の婦人団体が大同団結して発足した日本婦人団体連盟には会長に就任した。
日本の法的国際結婚による初の英国籍取得者であるが、第二次世界大戦のため、1941年に夫婦で日本に帰化した。このときに名前は岸登 恒（がんと つね）とした。
長男のジョン・オーエンら6人の子を育てながら宣教師の通訳として夫と伝道し、教育者としても桜井英語専門学校、東京女子大学、自由学園で教えた。また日本基督教婦人矯風会会員（後に会頭）として廃娼運動を熱心に行い、女性解放運動も続けた。